# Truncatoflabellum multispinosum
Truncatoflabellum multispinosum är en korallart som beskrevs av Cairns in Cairns och Keller 1993. Truncatoflabellum multispinosum ingår i släktet Truncatoflabellum och familjen Flabellidae.
Artens utbredningsområde är Indiska oceanen. Inga underarter finns listade i Catalogue of Life.